# Neon Blonde
Neon Blonde — музичний гурт учасників The Blood Brothers Джонні Уітні (вокал, клавішні) та Марка Ґаджадгара (барабани, драм-машина). Стиль поєднує у собі елементи хардкор-панку, електронної та танцювальної музики.

## Дискографія
- 2004 — «Chandeliers in the Savanna»
- 2005 — «Headlines», сингл

## Цікавинки
- Видавництво Dik Mak Records помістило у профайл групи на своєму сайті вирізку з російськомовного журналу про неї, та прокоментувало її так:
«Дивіться сюди, навіть наші Радянські брати насолоджуються музикою Neon Bronde. Якщо б ми знали це, можливо могли б уникнути ту мерзенну штукенцію Холодну війну»